# Успенський провулок (Житомир)
Успенський провулок — провулок в Богунському районі Житомира. Історична назва — вулиця Успенська.

## Історія
Один з найстаріших провулків міста. Показаний на плані міста 1781 року. Здавна провулок прямував крізь старовинне католицьке кладовище, на якому в 1788 році збудовано каплицю Св. Миколая.
Протягом ХІХ ст. та перших десятиліть ХХ ст. відомий як Успенська вулиця. У ХІХ столітті Успенська вулиця була значно довшою і виходила до Успенського храму на Подолі. На плані 1915 року Успенська вулиця вже завершувалася кутком, тим часом кінець вулиці, що виходив на Подільську вулицю ще зберігався.
З 1928 року — провулок ім. Коста. У 1929 році провулок отримав назву «провулок 8 Березня», яку він мав до 20 травня 2016 року. У 1972 році згадується як «проїзд 8 Березня».
Відповідно до розпорядження голови Житомирської ОДА перейменований на Успенський провулок.

## Сучасність
В провулку знаходиться пам'ятка архітектури — каплиця Св. Миколая 1788 року побудови, що перебуває в занедбаному стані.